# 박원수 (화가)
박원수(朴元壽, 일본식 이름: 楠原元壽, 1914년 ~ 2005년 11월 5일)는 일제강점기와 대한민국의 동양화가이다. 호는 설전(雪田)이다.

## 생애
1937년 열린 제16회 조선미술전람회에서 수묵채색화 분야 특선상을 수상하며 화단에 등단하였다. 이 시기에 동양화가로 김은호와 쌍벽을 이루던 이상범이 자신의 화실인 청전화숙에서 직접 길러낸 제자 중 한 명이다.
1942년에 민중에게 전쟁 시국을 인식시키고 계도한다는 목적에서 개최된 반도총후미술전람회에 작품을 출품하여 일본화 부문에서 입선을 하는 등 일제 강점기 말기에 친일 작품을 그린 행적이 있다. 1944년 열린 결전미술전에도 〈산(山)의 결전장〉이라는 제목의 일본화 작품을 출품했다.
대한민국에서는 후진 양성에 힘쓰며 한국서화연구회 고문, 대한민국미술대전과 한국문화예술종합대상전 심사위원장 등을 역임했다.
2005년 11월 5일, 사망했다. 향년 92세.
2008년 공개된 민족문제연구소의 친일인명사전 수록예정자 명단 중 미술 부문에 선정되었다.

## 참고자료
- “동양화가 설전 박원수씨 별세” (PDF). 중부매일. 2005년 11월 7일. 18면면. 2008년 7월 15일에 확인함.[깨진 링크(과거 내용 찾기)]